# 尤尼蒂 (新罕布什爾州)
尤尼蒂（英語：Unity）是一個位於美國新罕布什爾州沙利文縣的鎮。

## 人口
根據2020年美國人口普查的數據，尤尼蒂的面積為96.34平方千米，當中陸地面積為95.78平方千米，而水域面積為0.56平方千米。當地共有人口1518人，而人口密度為每平方千米16人。